# Seydou Traoré
Seydou Traoré (Grand-Lahou, Costa de Marfil; 17 de septiembre de 1970) es un exfutbolista de Burkina Faso nacido en Costa de Marfil que jugaba como delantero.

## Carrera

### Club
| Periodo   | Club          |
| --------- | ------------- |
| 1985–1993 | Africa Sports |
| 1994      | RC Kadiogo    |
| 1995–1998 | FC Bressuire  |
| 1998–1999 | Al-Ahli Dubai |
| 1999      | Al Ain FC     |
| 1999–2000 | Qatar SC      |
| 2000–2001 | Al-Ahli Doḥa  |
| 2002      | Al Ain FC     |
| 2002–2007 | Qadsia SC     |
| 2007–2008 | AS Taissy     |

### Selección nacional
Jugó para Burkina Faso en 42 ocasiones de 1994 a 2001 y anotó cinco goles; participó en tres ediciones de la Copa Africana de Naciones.

## Logros
- Primera División de Costa de Marfil (5): 1985, 1986, 1987, 1988, 1989
- Copa de Costa de Marfil (4): 1985, 1986, 1989, 1993
- Supercopa de Costa de Marfil (6): 1986, 1987, 1988, 1989, 1991, 1993
- Copa CAF (1): 1992
- Supercopa de la CAF (1): 1992
- Campeonato de Clubes de la WAFU (3): 1985, 1986, 1991
- Copa de Burkina Faso (1): 1994
- UAE Pro League (1): 2001-02
- Liga Premier de Kuwait (3): 2002–03, 2003–04, 2004–05
- Copa del Emir de Kuwait (3): 2002–03, 2003–04, 2006–07
- Copa de la Corona de Kuwait (4): 2002, 2004, 2005, 2006
- Copa Al-Khurafi (2): 2002-03, 2005-06
- Copa de Campeones del Golfo (1): 2005